# بنو فاهم (یمن)
 بنو فاهم  (در عربی:  بَنُو فاهَم )
نام روستایی است در دهستان بَنُو فایَش از توابع استان جَوف در کشور یمن در شبه جزیره عربستان.

## جمعیت
جمعیت آن (۶۰) نفر (۸ خانوار) می‌باشد.